# Peñacaballera
Peñacaballera ist ein Ort und eine westspanische Gemeinde (municipio) mit 153 Einwohnern (Stand: 2024) in der Provinz Salamanca in der Autonomen Region Kastilien-León. Zur Gemeinde gehört neben dem Hauptort Peñacaballera die Ortschaft Colonia de San Miguel.

## Lage
Peñacaballera liegt etwa 85 Kilometer südsüdwestlich von Salamanca und etwa 200 Kilometer westlich von Madrid in einer Höhe von ca. 880 m. Durch die Gemeinde führen die Autovía A-66 und die Via de la Plata. 
Das Klima im Winter ist kühl, im Sommer dagegen durchaus warm; die eher Niederschlagsmengen (ca. 817 mm/Jahr) fallen – mit Ausnahme der nahezu regenlosen Sommermonate – verteilt übers ganze Jahr.

## Bevölkerungsentwicklung
| Jahr      | 1970 | 1981 | 1991 | 2001 | 2011 | 2021 |
| Einwohner | 368  | 255  | 269  | 218  | 163  | 138  |

Der deutliche Bevölkerungsrückgang seit den 1950er Jahren ist im Wesentlichen auf die Mechanisierung der Landwirtschaft sowie auf die Aufgabe von bäuerlichen Kleinbetrieben und den damit einhergehenden Verlust an Arbeitsplätzen zurückzuführen (Landflucht).

## Sehenswürdigkeiten
- Salvatorkirche (Iglesia de El Salvador)
- Christuskapelle
- Coto de Nuestra Señora del Carmen, Gartendenkmal

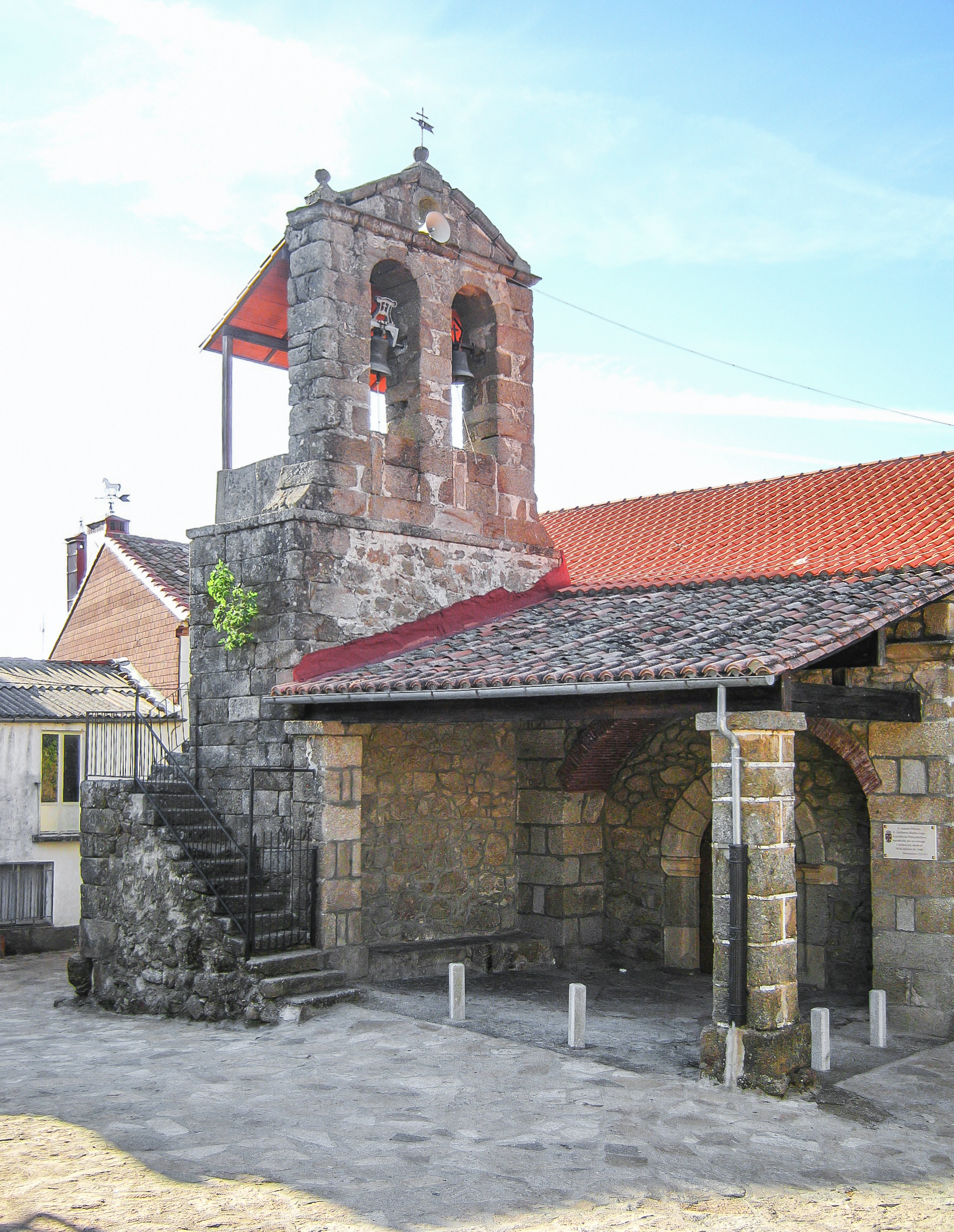
Salvatorkirche